# 小渡三郎
小渡 三郎（おど さぶろう、1925年12月14日 - 1988年7月28日）は、琉球政府及び日本の政治家。琉球政府行政副主席。衆議院議員（2期、自由民主党）。海兵76期。

## 経歴
1925年、朝鮮京城で弁護士の小渡良忠の長男として生まれる。1938年、沖縄に戻り、沖縄県立第二中学校2年に編入。スポーツ万能で勉強は理系が得意だった。1944年、沖縄県立第二中学校卒業後、海軍兵学校入学。
1958年、沖縄県中頭郡美里村議会議員に初当選。1963年、琉球政府八重山地方庁長。労働局長、通商産業局長を経て、1967年、琉球政府行政副主席となる。琉球政府職員として経済復興、自治権拡大、軍用地問題、祖国復帰対策に尽力する。1968年、個人タクシー認可汚職事件で逮捕、起訴され一時下野する。
1971年、立法院議員補欠選挙で当選、沖縄返還後も県議会議員として活動。
1979年、第35回衆議院議員総選挙沖縄選挙区に出馬するも次点で落選。1980年、第36回衆議院議員総選挙沖縄選挙区初当選。1981年4月、衆議院地方行政委員会委員。1982年度開始の第二次沖縄振興開発計画には力を入れ、産業経済全般の推進策、第一次産業なしでは沖縄は発展しないと農業基盤整備、技術水準の向上に努めた。在沖米軍問題には基地返還促進や跡地利用に取り組んだ。
1983年、第37回衆議院議員総選挙沖縄選挙区落選。1986年、第38回衆議院議員総選挙沖縄選挙区で返り咲く。
1988年7月28日、衆議院議員在任中に急性呼吸不全のため東京女子医科大学病院で死去、62歳。死没日をもって勲三等瑞宝章、正五位に叙される。

## 秘書
- 翁長政俊（沖縄県議会議員・自民党沖縄県連合会長）
- 桑江朝千夫（元公設秘書、沖縄県議会議員）

## 家族
- 父 - 良忠（弁護士）
- 甥 - 亨（元沖縄県議会議員）
  - 又甥 - 小渡良太郎（現沖縄県議会議員、元沖縄市議会議員）